# Trouble in Mind (chanson)
Trouble in Mind est une chanson écrite en 1924 par Richard M. Jones (en). C’est également un standard de jazz, enregistré en 1926 par Bertha “Chippie” Hill.
Il a été repris en particulier par Jerry Lee Lewis sur l'album Last Man Standing en 2006.